# Moskwicz 2150
Moskwicz 2150 (ros. Москвич 2150) - samochód terenowy skonstruowany przez radzieckie zakłady AZLK. Pozostał w fazie prototypu. 

## Historia powstania

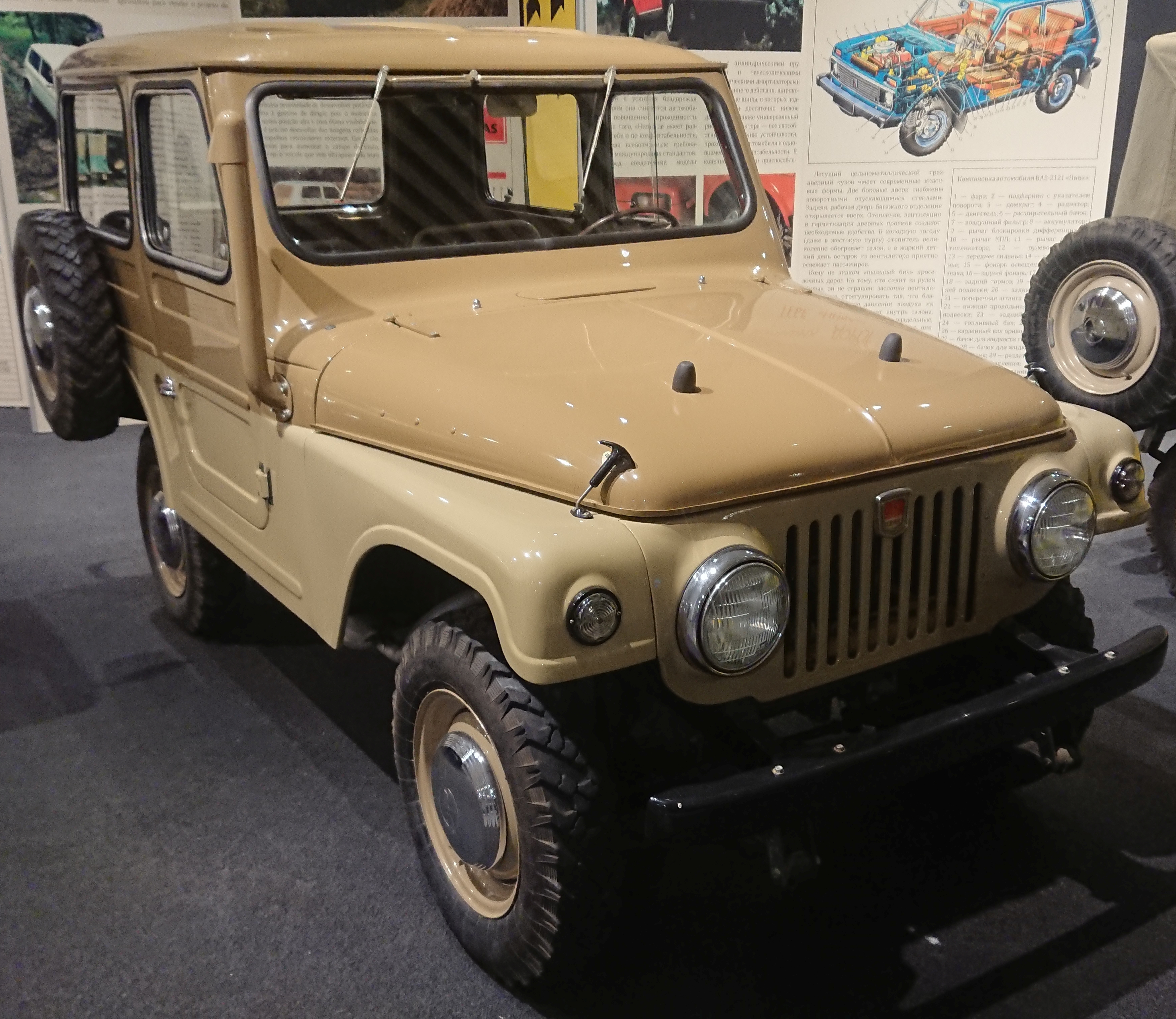
Moskwicz 416

Już od końca lat 50 w moskiewskich zakładach MZMA (późniejszych AZLK), produkujących samochody Moskwicz, prowadzono prace nad lekkim i względnie tanim samochodem terenowym, odpowiednim dla ludności zamieszkującej wiejskie tereny kraju, z gorszymi drogami. Wprowadzono do produkcji modele Moskwicz 410 i 411, lecz stanowiły one konstrukcję kompromisową, wykorzystującą nadwozie samochodu osobowego, a ich produkcji wkrótce zaprzestano. W dalszej kolejności powstały w 1958 roku prototypy Moskwicz 414 i 415, wzorowane na amerykańskim Willys MB, lecz w 1960 roku władze przemysłu motoryzacyjnego nakazały przerwanie nad nimi prac.
Dopiero w 1970 roku władze radzieckiego przemysłu dostrzegły potrzebę wdrożenia nowego samochodu terenowego, lżejszego i tańszego w produkcji, niż nowo opracowany UAZ 469. W zakładach AZLK punktem wyjścia stał się projekt Moskwicza 415 i nowy samochód początkowo nosił oznaczenie Moskwicz 415S, zmienione następnie według nowego systemu numeracji na 2150. Zastosowano m.in. nowy silnik M-412, zwiększono rozstaw kół i osi i przeprojektowano nadwozie. W miarę możliwości zastosowano podzespoły unifikowane z nowymi samochodami osobowymi Moskwicza. Prototyp powstał latem 1972 roku i okazał się udany. 
W 1974 roku zbudowano dalsze prototypy, z dopracowanym nadwoziem (jeden lub dwa z podstawowym, odkrytym nadwoziem z brezentowym dachem i jeden demonstrator z zakrytym trzydrzwiowym nadwoziem). Nad bezpośrednim konkurentem z zakładów WAZ, Ładą Nivą, samochód Moskwicza miał przewagi, jak solidniejszą i trwalszą konstrukcję ramową zamiast samonośnej, lepsze możliwości ciągnięcia przyczepy i możliwość wykorzystania jako rezerwa na potrzeby wojska. Jednakże, w połowie lat 70. nowy minister przemysłu samochodowego W. Polakow zdecydował o niekierowaniu samochodu do produkcji, z nie do końca jasnych przyczyn. Wpływ zapewne miały ograniczone moce produkcyjne zakładów AZLK (pomimo budowy nowej fabryki) i opinia, że wystarczający jest model Łady (według relacji, nowy minister miał powiedzieć, że kraj potrzebuje budować drogi, a nie samochody terenowe). W pierwszej połowie lat 80. wysuwano jeszcze w zakładzie projekty produkcji tego samochodu, w kooperacji z KAMAZem (do produkcji ram) i zakładami Moskwicza w Kiszyniowie, które miały montować samochody, lecz również nie zyskały one akceptacji.

## Opis techniczny
Nadwozie było posadowione na ramie prostokątnej. Podstawowym wariantem miało być nadwozie otwarte, trzydrzwiowe (dwoje bocznych drzwi i tylne drzwi otwierane na bok), z pałąkiem bezpieczeństwa i rozpinanym brezentowym dachem. Górne części drzwi z ramami szyb były odejmowane, szyba przednia była składana do przodu. Drugi model miał zakryte stalowe trzydrzwiowe nadwozie z drzwiami z tyłu. Samochód miał sześć miejsc - po dwa na ławkach pod burtami w części tylnej. Koło zapasowe przewożone było na zewnątrz, przyczepione na prawej burcie nadwozia, z tyłu. 
Zawieszenie przednie i tylne było zależne: sztywna oś na podłużnych resorach półeliptycznych, amortyzatory hydrauliczne teleskopowe, z tyłu stabilizator. 
Jako napęd samochody otrzymały osłabiony wariant UZAM-412DE silnika pojemności 1,5 l używanego w Moskwiczu 412, pracujący na gorszą benzynę A-76 i rozwijający moc 70 KM. Jako wariant docelowy przewidziano nowy silnik AZLK-327 o pojemności 1,7 l i mocy 85 KM.
Napęd na przedni most był dołączany. Samochód miał czterobiegową skrzynię biegów, połączoną bezpośrednio z przekładnią rozdzielczą napędu (bez wału pośredniego, jak w Ładzie Niwie).

## Dane techniczne
Źródło:
- Długość: 3615 mm
- Szerokość: 1526 mm (bez koła zapasowego)
- Wysokość: 1850 mm (ze stałym dachem)
- Rozstaw osi: 2270 mm
- Rozstaw kół: 1270 mm (z przodu)
- Masa własna: 1150 kg
- Masa całkowita: 1630 kg
- Prześwit pod osiami: 222 mm

- Silnik:
  - UZAM-412DE (lub AZLK-327) - gaźnikowy, 4-suwowy, 4-cylindrowy rzędowy, górnozaworowy, chłodzony cieczą, umieszczony z przodu, napędzający obie osie
  - Pojemność skokowa: 1478 (1702) cm³
  - Średnica cylindra x skok tłoka: 82 x 70 mm (85 x 75 mm)
  - Moc maksymalna: 70 KM przy 5800 obr./min (85 KM przy 5800 obr./min)
  - Stopień sprężania: 7,25:1 (8,8:1)
  - Maksymalny moment obrotowy: 11,75 kgf przy 2900-3000 obr./min (12,8 kgf przy 3400-3800 obr./min)
- Gaźnik: K-126N (Weber DAAZ-2101-412)
- Skrzynia przekładniowa: mechaniczna 4-biegowa, z synchronizacją biegów do przodu, 2-stopniowy reduktor terenowy

- Hamulce przednie i tylne bębnowe, hydrauliczne; hamulec ręczny mechaniczny na wał napędowy
- Ogumienie o wymiarach 6,40-15"

- Prędkość maksymalna: 120 km/h
- Przyspieszenie 0-100 km/h: 25-30 s
- Średnie zużycie paliwa: 10 l/100 km